# Relaciones Chile-Tonga
Las relaciones Chile-Tonga son las relaciones internacionales entre la República de Chile y el Reino de Tonga.

## Historia

### SigloXX
Las relaciones diplomáticas entre Chile y Tonga fueron establecidas el 1 de octubre de 1979.

## Relaciones comerciales
En 2022, el intercambio comercial entre ambos países era de 0,79 millones de dólares estadounidenses, lo que supuso un crecimiento promedio anual del 16% en los últimos cinco años, aunque constó únicamente de exportaciones de Chile a Tonga de jurel preparado o conservado.

## Misiones diplomáticas
- La embajada de Chile en Nueva Zelanda concurre con representación diplomática a Tonga.[3]
- El Representación Permanente ante las Naciones Unidas en Nueva York concurre con representación diplomática a Chile.[3]